# Эшби, Джеффри Ширс
Дже́ффри Ширс «Бонс» Э́шби (англ. Jeffrey Shears «Bones» Ashby; род. 1954) — астронавт НАСА. Совершил три космических полёта на шаттлах: STS-93 (1999, «Колумбия»), STS-100 (2001, «Индевор») и STS-112 (2002, «Атлантис»), Капитан 1-го ранга ВМС США.

## Личные данные и образование
Джеффри Эшби родился 16 июня 1954 года в городе Даллас, штат Техас. В 1972 году окончил среднюю школу в городе Эвергрин, штат Колорадо. В 1976 году получил степень бакалавра наук в области машиностроения в Айдаховском университете. В 1993 году получил степень магистра наук в области авиационных систем в Университете Теннесси.
Холост. Выросший в горах Колорадо, любит кататься на лыжах, туризм, рыбалку нахлыстом..

## До НАСА
В 1986 году окончил Морскую школу вооружений. В 1988 он окончил Военно-морское училище лётчиков-испытателей. Как лётчик-испытатель ВМС, Эшби участвовал в испытаниях первых самолётов FA-18: его управлении и лётных испытаниях электронных и интеллектуальных систем вооружения. Он участвовал в испытаниях более 80 проектов, в том числе боеприпасов и лётных качеств в ночных атаках, разведывательных версий Hornet.
За 16 лет службы лётчиком военно-морского флота, у Эшби было пять мест службы, летал на самолётах А-7Е Corsair и F/A-18 Hornet, служил на борту авианосцев «Констеллейшн», «Корал Си», «Мидуэй», и «А. Линкольн». Он участвовал в Войне в Персидском заливе, в операциях «Щит пустыни», «Desert Storm», «Взгляд на Юг» в Ираке, и операции «Продолженная надежда» в Сомали. Эшби совершил 33 боевых вылета на FA-18 во время операции «Буря в пустыне». Имеет налёт более 5 000 лётных часов и 1000 посадок на палубы авианосцев. В момент приглашения в НАСА, Эшби служил командиром ударной эскадрильи 94.

## Подготовка к космическим полётам
В декабре 1994 года был зачислен в отряд НАСА в составе пятнадцатого набора, кандидатом в астронавты. С марта 1995 года стал проходить обучение по курсу Общекосмической подготовки (ОКП). По окончании курса, в мае 1996 года получил квалификацию «пилот шаттла» и назначение в Офис астронавтов НАСА.

## Полёты в космос
- Первый полёт — STS-93[3], шаттл «Колумбия». C 23 по 28 июля 1999 года в качестве пилота корабля. Основной задачей полёта было выведение на орбиту Космической рентгеновской обсерватории «Чандра»[4]. Дата запуска AXAF и старта STS-93 неоднократно откладывалась и переносилась. Залпанированная на август 1998 года — перенесена на конец года из-за задержек на этапе сборки[5], затем на несколько недель из-за «плохой проводимости» между слоями печатных плат (но таким образом, стартовое время совпало с запуском STS-96, и STS-93 был перенесён на лето)[6]. После двух неудачных попыток, старт «Колумбии» состоялся 23 июля 1999 года[4]. Продолжительность полёта составила 4 суток 22 часа 50 минут[7]

- Второй полёт — STS-100[8], шаттл «Индевор». C 19 апреля по 1 мая 2001 года в качестве пилота корабля. Основными задачами STS-100 по программе продолжения сборки Международной космической станции (15-й полёт к МКС, 9-й полёт шаттла к МКС[9]) являлись доставка на МКС дистанционного манипулятора SSRMS и оборудования и грузов[10] для экипажа 2-й основной экспедиции. STS-100 доставил на МКС один из основных элементов Мобильной системы обслуживания MSS (от англ. Mobile Servicing System) — дистанционный манипулятор космической станции SSRMS (англ. Space Station Remote Manipulator System), разработанный и созданный канадской компанией MDA Space Missions (ранее называемой MD Robotics, а ещё ранее — SPAR Aerospace). Манипулятор SSRMS, наряду с некоторыми другими элементами MSS, является вкладом Канады в проект Международной космической станции, и предназначен для выполнения операций по строительству и обслуживанию станции на протяжении всего её полёта[10]. Продолжительность полёта составила 11 суток 21 час 31 минуту[11].

- Третий полёт — STS-112[12], шаттле «Атлантис». C 7 по 18 октября 2002 года в качестве «командира корабля». Цель полёта — доставка на Международную космическую станцию секции S1 Основной фермы, научной аппаратуры и грузов. Во время полета выполнил три выхода в открытый космос: 10 октября 2002 года — продолжительностью 7 часов 1 минуту, астронавты подключали шины питания и данных (ферменные конструкции) секции S1 к секции S0, сняли стартовые крепления балки радиатора и тележки CETA-A, развернули антенны S-диапазона SASA. 12 октября 2002 года — 6 часов 4 минуты, была произведена установка устройств SPD на гидроразъёмах QD, стыковка гидромагистралей, ведущих к бакам аммиака на секции S1, продолжили снятия стартовых креплений балки радиатора и тележки CETA-A. 14 октября — 6 часов 36 минут, восстановили работоспособность блока разъемов IUA мобильного транспортера, установили перемычки между аммиачными контурами S0 и S1, установили устройства SPD (завершение работ). Продолжительность полёта составила 10 суток 19 часов 59 минут[13].

Общая продолжительность полётов в космос — 27 дней 16 часов 19 минут.

## После полётов
В июне 2008 года ушел из отряда астронавтов.

## Награды и премии
Награждён: Медаль «За космический полёт» (1999, 2001 и 2002), Медаль «За отличную службу» (США), Орден «Легион почёта», Крест лётных заслуг (США), Медаль «За похвальную службу» (США), Медаль похвальной службы (США), Воздушная медаль (США) (четырежды), Медаль «За достижения», Лучший морской лётчик года (1991), Медаль «За выдающееся лидерство», Медаль «За исключительные заслуги» и многие другие.